# Nicholas Manton
Pour les articles homonymes, voir Manton.
Nicholas Stephen Manton (né le 2 octobre 1952 dans la Cité de Westminster) est un mathématicien et physicien mathématique britannique. Il est professeur de physique mathématique au département de mathématiques appliquées et de physique théorique de l'université de Cambridge et membre du St John's College ,.

## Formation
Manton obtient son doctorat de l'université de Cambridge en 1978, sous la direction de Peter Goddard (en). Sa thèse s'intitule Magnetic Monopoles and Other Extended Objects in Field Theory.

## Travaux
Manton apporte des contributions à la théorie des particules de type soliton en deux et trois dimensions. Il calcule les forces entre les monopôles et les tourbillons statiques et mobiles dans les théories de jauge, conduisant à l'idée géométrique de la dynamique de l'espace de modules. Ceci est appliqué à la mécanique classique, quantique et statistique des solitons. Il développe également la théorie des skyrmions comme modèle soliton des noyaux atomiques.
Il découvre la solution instable du sphaléron dans le secteur électrofaible du modèle standard de la physique des particules. Le champ de Higgs est topologiquement torsadé à l'intérieur d'un sphaléron. Le sphaléron définit une échelle d'énergie pour la violation des nombres baryonique et leptonique dans l'univers primitif — une échelle d'énergie dans la gamme du Grand collisionneur de hadrons. Ses autres travaux comprennent la construction d'une théorie à 10 dimensions contenant la supergravité et la théorie de Yang-Mills, qui est une limite de basse énergie de la théorie des supercordes.

## Prix et distinctions
Manton est élu fellow de la Royal Society (FRS) en 1996. Il est lauréat en 1991 du prix Whitehead, décerné par la London Mathematical Society.
Il est conférencier invité au congrès européen de mathématiques en 2000 à Barcelone.

## Publications
- Topological Solitons (Cambridge Monographs on Mathematical Physics), avec Paul Sutcliffe (Cambridge University Press, 2004)  (ISBN 978-0521838368).
- [Manton et Mee 2017] (en) Nicholas Manton et Nicholas Mee, The physical world : an inspirational tour of fundamental physics, Oxford, OUP, hors coll., avril 2017, 1re éd., XIII-556 p., 18,9 × 24,6 cm (ISBN 978-0-19-879593-3 et 978-0-19-879611-4, EAN 9780198795933, OCLC 1035765342, DOI 10.1093/oso/9780198795933.001.0001, SUDOC 220453225, présentation en ligne, lire en ligne).
- Skyrmions – A Theory Of Nuclei, par N. Manton (World Scientific, 2022)  (ISBN 978-1800612471).